# جورج غاسكون
جورج غاسكون (بالإنجليزية: George Gascón)‏ هو محامي أمريكي، ولد في 1954 في هافانا في كوبا.